# Manfred Josuttis
Manfred Josuttis (* 3. März 1936 in Insterburg, Ostpreußen; † 9. Februar 2018 in Rosdorf) war ein deutscher evangelischer Theologe. Josuttis lehrte von 1968 bis 2001 als Professor für Praktische Theologie an der Georg-August-Universität Göttingen.

## Biografie
Manfred Josuttis war Sohn von Käthe Josuttis und des Polizeibeamten Richard Josuttis. Er studierte von 1955 bis 1960 evangelische Theologie in Wuppertal, Göttingen und Bonn. In Wuppertal war er von 1960 bis 1962 als Wissenschaftlicher Assistent der Kirchlichen Hochschule tätig. Promoviert wurde er 1962 mit einer systematisch-theologischen Arbeit über Karl Barth.
Josuttis wirkte ab 1962 zunächst als Pastor im Hilfsdienst in Seibersbach sowie 1963 ab 1968 als Pfarrer der pfarramtlich verbundenen Kirchengemeinden Gödenroth und Heyweiler im Kirchenkreis Simmern. Zum Abschied widmete er seinen Gemeinden ein Predigtbüchlein zur Geschichte Davids. 
Im Jahr 1968 wurde Josuttis aufgrund einer homiletischen Untersuchung über Gesetzlichkeit in der Predigt der Gegenwart auf den Lehrstuhl für Praktische Theologie in Göttingen berufen, den er über drei Jahrzehnte lang bis zu seiner Emeritierung 2001 innehatte. Während der Jahre ab 1977 bis 2001 wirkte er auch als Universitätsprediger der Göttinger Universitätskirche St. Nicolai.
Ab 1960 war er mit Ingrid Josuttis, geborene Schmöhe, seit 1982 mit Brunhilde Josuttis, geborene Krämer, verheiratet. Aus der ersten Ehe stammen die Kinder Nicolai, Caroline und Konstantin, aus der zweiten die Tochter Clara. 1993 heiratete er Ursula Josuttis, geb. Späing. Der gemeinsame Sohn Benjamin wurde 1996 geboren.

## Werk
Die frühen Veröffentlichungen Manfred Josuttis’ waren durch den Einfluss der Dialektischen Theologie Karl Barths geprägt. Josuttis führte darin zugleich das Denken seiner Lehrer Walter Kreck und Rudolf Bohren fort. Bei dem Systematiker Walter Kreck promoviert er, als Assistent von Rudolf Bohren wechselt Josuttis in die Praktische Theologie.
Bereits als junger Wissenschaftler wendete sich Josuttis rasch von einer vornehmlich dogmatisch geprägten Sichtweise des Glaubens und der Kirche ab und sucht Einsichten aus Human- und Gesellschaftswissenschaften, insbesondere der Tiefenpsychologie, für die theologische Reflexion fruchtbar zu machen. Zugleich nahm er neben Fragen der Homiletik verstärkt solche der Pastoraltheologie in den Blick.
Die Summe dieser Arbeit fasste Josuttis 1982 in dem Buch Der Pfarrer ist anders. Aspekte einer zeitgenössischen Pastoraltheologie zusammen. Es analysiert Konfliktfelder im Leben des modernen evangelischen Geistlichen, markiert den Höhepunkt der Schaffensphase des klassischen Josuttis und avanciert zum Standardwerk der pastoraltheologischen Literatur. Unter dem Titel Der Traum des Theologen erschien 1988 Aspekte einer zeitgenössischen Pastoraltheologie 2, in dem Josuttis das hermeneutische Instrumentarium im Wesentlichen beibehält, jedoch stärker akzentuiert, dass der evangelische Pfarrer im „Zeitalter der Lebensgefahr“ sein Amt auszufüllen habe.
Einen Paradigmenwechsel signalisiert dann der 1996 erschienene dritte Band der Pastoraltheologie, Die Einführung in das Leben. Josuttis löste sich darin von der vornehmlich psychologisch und soziologisch orientierten Betrachtungsweise, verortete den Gegenstand seiner Untersuchung jetzt zwischen Phänomenologie und Spiritualität. Als phänomenologischer Gewährsmann diente Josuttis vor allem der Kieler Philosoph Hermann Schmitz. „Pfarrer und Pfarrerin führen in die verborgene und verbotene Zone des Heiligen“ lautete nunmehr der Leitsatz. Davon geprägt war auch die bereits 1991 erschienene „Einführung in den Gottesdienst auf verhaltenswissenschaftlicher Grundlage“ unter dem Titel Der Weg in das Leben.
In den folgenden Jahren differenzierte sich Josuttis’ theoretischer Ansatz noch einmal in Richtung einer so genannten „energetischen“ Betrachtung religiöser Phänomene und ihrer praktisch-theologischen Reflexion in Homiletik, Poimenik und Liturgik. Ab 1992 war er Mitglied der Europäischen Akademie der Wissenschaften und Künste in Salzburg. Manfred Josuttis lebte zuletzt in Friedland bei Göttingen.
An diesem Punkt blieb Josuttis allerdings nicht stehen, sondern fand in den letzten Jahren seiner Wirkens- und Schaffenszeit stärker zu einem biblisch-reformatorischen Ansatz. Dies drückt sich vor allem 2009 in seinem Buch Erleuchte uns mit deinem Licht über die Gottesdienste des Kirchenjahres aus. 2015 erhielt er den Sexauer Gemeindepreis für Theologie.

## Veröffentlichungen (Auswahl)
- Die Gegenständlichkeit der Offenbarung. Karl Barths Anselm-Buch und die Denkform seiner Theologie (= Abhandlungen zur evangelischen Theologie (AET). Band 3). Bonn 1965 (Dissertation).
- Gesetzlichkeit in der Predigt der Gegenwart (= Studien zur praktischen Theologie (SPTh). Band 3). München 1966 (keine förmliche Habilitationsschrift, aber Grundlage für die Berufung zum Professor für Praktische Theologie).
- Predigten zur Geschichte Davids. 1968.
- Religion und die Droge. 1972.
- Praxis des Evangeliums zwischen Politik und Religion. Grundprobleme der Praktischen Theologie. München 1974.
- als Hrsg.: Evangelische Theologie. 1975 ff.
- Das heilige Essen. 1980.
- Der Pfarrer ist anders. Aspekte einer zeitgenössischen Pastoraltheologie. München 1982.
- Die permanente Passion. 1982.
- Rhetorik und Theologie in der Predigtarbeit. Homiletische Studien. München 1985.
- Der Traum des Theologen. Aspekte einer zeitgenössischen Pastoraltheologie 2. München 1988.
- als Hrsg. mit Dietrich Stollberg: Ehe-Bruch im Pfarrhaus. Zur Seelsorge in einer alltäglichen Lebenskrise (= Kaiser-Taschenbücher. Neue Folge 87). München 1990.
- Der Weg in das Leben. Eine Einführung in den Gottesdienst auf verhaltenswissenschaftlicher Grundlage. München 1991.
- Petrus, die Kirche und die verdammte Macht. Stuttgart 1993.
- Die Einführung in das Leben. Pastoraltheologie zwischen Phänomenologie und Spiritualität. Gütersloh 1996.
- Segenskräfte. Potentiale einer energetischen Seelsorge. Gütersloh 2000.
- Verführung zum Leben. Über die Geheimnisse des christlichen Glaubens. 2006.
- Kraft durch Glauben. Biblische, therapeutische und esoterische Impulse für die Seelsorge. Gütersloh 2008.
- Erleuchte uns mit deinem Licht. Gedanken und Gebete zu den Gottesdiensten des Kirchenjahres. Gütersloh 2009.
- Ich bin ein Gast auf Erden. Eine pastorale Lebensgeschichte. Gütersloh 2016.